# USS Hammann (DE-131)
USS Hammann (DE-131) là một tàu hộ tống khu trục lớp Edsall từng phục vụ cùng Hải quân Hoa Kỳ trong Chiến tranh Thế giới thứ hai. Nó là chiếc tàu chiến thứ hai của Hải quân Hoa Kỳ được đặt cái tên này, theo tên Thiếu úy Hải quân Charles Hammann (1892-1919), một phi công hải quân được tặng thưởng Huân chương Danh dự do đã hoạt động dũng cảm để cứu đồng đội trong Chiến tranh Thế giới thứ nhất. Nó đã phục vụ cho đến khi chiến tranh kết thúc, xuất biên chế năm 1945, rồi bị tháo dỡ vào năm 1974. Hammann được tặng thưởng một Ngôi sao Chiến trận do thành tích phục vụ trong Thế Chiến II.

## Thiết kế và chế tạo
Lớp Edsall có thiết kế hầu như tương tự với lớp Cannon dẫn trước; khác biệt chủ yếu là ở hệ thống động lực Kiểu FMR do được trang bị động cơ diesel Fairbanks-Morse dẫn động qua hộp số giảm tốc đến trục chân vịt. Đây là cấu hình động cơ được áp dụng rộng rãi trên tàu ngầm, được chứng tỏ là có độ tin cậy cao hơn so với lớp Cannon.
Vũ khí trang bị bao gồm ba pháo 3 in (76 mm)/50 cal trên tháp pháo nòng đơn có thể đối hạm hoặc phòng không, một khẩu đội pháo phòng không Bofors 40 mm nòng đôi và tám pháo phòng không Oerlikon 20 mm. Vũ khí chống ngầm bao gồm một dàn súng cối chống tàu ngầm Hedgehog Mk. 10 (có 24 nòng và mang theo 144 quả đạn); hai đường ray Mk. 9 và tám máy phóng K3 Mk. 6 để thả mìn sâu. Con tàu vẫn giữ lại ba ống phóng ngư lôi Mark 15 21 inch (533 mm), và được trang bị radar SC dò tìm không trung và mặt biển. Thủy thủ đoàn đầy đủ bao gồm 186 sĩ quan và thủy thủ.
Hammann được đặt lườn như là chiếc Langley tại xưởng tàu của hãng Consolidated Steel Corporation ở Orange, Texas vào ngày 10 tháng 7, 1942. Nó được đổi tên thành Hammann vào ngày 1 tháng 8, 1942 trước khi hạ thủy vào ngày 13 tháng 12, 1942, được đỡ đầu bởi bà Lilliam Rhode, em gái Thiếu úy Hammann, và nhập biên chế cùng Hải quân Hoa Kỳ vào ngày 17 tháng 5, 1943 dưới quyền chỉ huy của Hạm trưởng, Thiếu tá Hải quân Rodman Drake deKay.

## Lịch sử hoạt động
Sau khi hoàn tất việc trang bị, Hammann khởi hành đi Bermuda vào ngày 5 tháng 6, 1943 để tiến hành chạy thử máy huấn luyện, rồi quay trở về Philadelphia, Pennsylvania vào ngày 6 tháng 7. Con tàu đi đến Norfolk, Virginia, nơi nó lên đường vào ngày 13 tháng 7 cho chuyến hộ tống vận tải vượt Đại Tây Dương đầu tiên. Trong giai đoạn từ ngày 13 tháng 7, 1943 đến ngày 10 tháng 3, 1944, nó phối hợp cùng tàu sân bay hộ tống để tháp tùng bảo vệ cho bốn chuyến đi khứ hồi sang Casablanca, Maroc thuộc Pháp. Bản thân chiếc tàu hộ tống khu trục đã nhiều lần tấn công những mục tiêu nghi ngờ là tàu ngầm đối phương, nhưng không mang lại kết quả nào.
Trong giai đoạn từ ngày 28 tháng 3 đến ngày 29 tháng 11, 1944, Hammann tiếp tục thực hiện không dưới sáu chuyến hộ tống vận tải vượt Đại Tây Dương sang các cảng Bắc Ireland. Bắt đầu từ ngày 4 tháng 1, 1945, điểm đến của các chuyến đi chuyển đến Liverpool, và nó thực hiệm thêm bốn chuyến hộ tống vận tải khác cho đến khi Đức Quốc xã đầu hàng. Trong một chuyến đi như vậy vào ngày 2 tháng 3, nó đã cùng tàu chị em Robert E. Perry (DE-132) tiếp cận để trợ giúp cho chiếc SS Lone Jack vốn mắc tai nạn va chạm với chiếc SS Frontenac Victory; nó đã cứu vớt được 70 người sống sót và cử một đội kiểm soát hư hỏng sang con tàu lâm nạn, giúp cho Lone Jack tiếp tục nổi được.
Sau khi chiến tranh kết thúc tại Châu Âu, Hammann rời New York vào ngày 7 tháng 7 để thực hành huấn luyện tại khu vực vịnh Guantánamo, Cuba, rồi khởi hành vào ngày 24 tháng 7 để chuyển sang vùng bờ Tây Hoa Kỳ. Sau khi băng qua kênh đào Panama nó đi đến San Diego, California vào ngày 4 tháng 8, và từ đây hướng đến khu vực Hawaii. Tuy nhiên, do Nhật Bản đã chấp nhận đầu hàng vào ngày 15 tháng 8 giúp kết thúc vĩnh viễn cuộc xung đột, con tàu đón hành khách tại Trân Châu Cảng để vận chuyển họ về California; rồi tiếp tục quay trở lại vùng bờ Đông, đi đến Charleston, South Carolina vào ngày 25 tháng 9.
Hammann được cho xuất biên chế tại Green Cove Springs, Florida vào ngày 24 tháng 10, 1945, và được đưa về Hạm đội Dự bị Đại Tây Dương. Chiếc tàu hộ tống khu trục sau đó được chuyển đến Đội dự bị Texas tại Orange, Texas, và tiếp tục bị bỏ không tại đây cho đến khi bị rút tên khỏi danh sách Đăng bạ Hải quân vào ngày 1 tháng 10, 1972. Con tàu bị bán để tháo dỡ vào ngày 18 tháng 1, 1974.

## Phần thưởng
Hammann được tặng thưởng một Ngôi sao Chiến trận do thành tích phục vụ trong Thế Chiến II.
|  | Bronze star |

| Huân chương Chiến dịch Hoa Kỳ | Huân chương Chiến dịch Châu Âu-Châu Phi-Trung Đông với 1 Ngôi sao Chiến trận | Huân chương Chiến thắng Thế Chiến II |